# Webometrija
Webometrija ili kibermetrija nazivi su za znanost koja se bavi proučavanjem strukture i uporabe internetskih usluga te strukture samog Interneta.
Naziv ovim internetskim istraživanjima dodijelili su Tomas Almind i Peter Ingwersen, 1997. godine, spomenuvši taj naziv u članku naslova «Informatic Analyses on the World Wide Web».

## Osnovne značajke webometrije i njeno funkcioniranje
Osnovni zadaci ovih istraživanja su mjerenje broja hiperveza na Internetu, opis strukture mreže (World Wide Weba) te načina na koji korisnici pristupaju njenom istraživanju kao i istraživanju njenog sadržaja.
Uporaba ovih metoda često se koristi prilikom ocjenjivanja usluga koje pružaju internetske stranice raznih sveučilišta, pa je tako u prosječna webometrijska pretraživanja najčešće uključeno i do 3000 sveučilišta diljem svijeta.
Rezultati koji se dobiju pretraživanjem slažu se u tablice te se istovremeno ispisuju osnovni podaci potrebni za nastavak istraživanja. Mjesto na ljestvici, tj. u tablici, sveučilišta zauzimaju s obzirom na njihov virtualan utjecaj na korisnike te opću prisutnost na mreži.
Najbolje je rezultate webometrija dosad pokazala kada su metode bile korištene za pretraživanje samo unutar jedne mreže tj. mreže jedne države pri čemu je važno naglasiti da se koristio samo jedan jezik (matični jezik te domene).

## Faktor mrežnog odjeka
U (gotovo) svakom istraživanju, koje se odvija pomoću metoda webometrije, dolazi do pojave tzv. «faktora mrežnog odjeka», na engleskom poznatoga pod nazivom "Web Impact Factor" (WIF).

Ovaj faktor koristi se od 1998. godine, a sam se pojam odnosi na niz operacija kao što su mjerenja, procjene, ocjenjivanja citata te njihova kategoriziranja, određivanja domena i njima podređenih itd. 
Mjerenja, kategorizacije i ostale funkcije vežu se uz citate pridodane znanstvenim časopisima tj. člancima. Koristi se i kao pokazatelj važnosti pojedinih novina za određeno znanstveno tj. stručno područje kojim se ti časopisi bave.
Izračun količine utjecaja pojedine internetske stranice dobiva se dijeljenjem ukupnog broja međusobno povezanih internetskih stranica s brojem internetskih stranica objavljenih na takav način da su lako dostupne svakom korisniku.

## Srodne znanosti
Webometriji srodne znanosti: 
1.Bibliometrija
2.Scientometrija (ili Scienciometrija)
3.Virtualna etnografija
4.Mrežno rudarenje
5.Infometrija (ili Informetrija)

### Scientometrija
Znanost o mjerenju i analiziranju same znanosti. Dijeli se na povijest znanosti i tehnologije, filozofiju znanosti i sociologiju znanstvenog znanja.
Izvori i metoda istraživnja u bibliometriji i scienciometriji vrlo slični, katkada identični.

### Bibliometrija
Skup metoda koji se koristi za proučavanje ili mjerenje teksta te informacija. Ove se metode često koriste za analizu citata i sadržaja. Njihova je primjena vrlo raširena, za razliku od njima sličnih aplikacija koje su ograničene na bibliotekarstvo ili informacijske znanosti.

### Virtualna etnografija
Virtualna je etnografija poznata i pod nazivom «netnografija». 
Ovdje se radi o metodi internetskog pretraživanja korištenje informacijskih sustava i tehnologije radi poboljšanja komunikacije među korisnicima i njihova sudjelovanja u raznim internetskim aktivnostima vezanim za samu etnologiju.

### Mrežno rudarenje
Mrežno rudarenje radi jednako kao i aplikacije za rudarenje podataka, a može se podijeliti na 3 podskupine: rudarenje podataka o korištenju Interneta, rudarenje sadržaja Interneta te rudarenje njegove strukture.